# 他諾瑪琳
他諾瑪琳，是台灣魯凱族傳說中的一位女性，因為和外族男性之間禁忌的愛引發了族群之間的紛爭，最後和對方自殺殉情。

## 傳說
他諾瑪琳是隸屬於某個魯凱族部落中貴族家族的少女，他和外族一位叫「山花奴奴」的少年相戀，兩人經常在大鬼湖那裡幽會，然而，由於兩人隸屬的族群是世仇、而且當時和外族結婚是禁忌，因此他們最後選擇私奔，卻因此引起了族群之間的戰爭，雙方在大鬼湖一帶正式爆發了衝突，看到這種情況，他諾瑪琳便和花山奴奴一起跳湖自殺，總算化解了雙方之間的仇恨，而從那時候起魯凱族便允許和外族通婚，為了紀念他們的犧牲，族人便把大鬼湖稱為「他諾瑪琳湖」，注入湖中的那條河流則是「山花奴奴溪」。

### 其他版本
另有版本的說法中，他諾瑪琳是外族的少女，山花奴奴才是魯凱族的貴族子弟，而且他們並沒有引發兩族間的紛爭，在感情受阻後便自殺了；而魯凱族內部各部落也流傳著不少其它因為社會階級導致不能結合的男女在痛苦之餘雙雙自殺的傳說。